# (1871) Астианакт
(1871) Астианакт (лат. Astyanax, др.-греч. Ἀστυάναξ) — троянский астероид Юпитера, двигающийся в точке Лагранжа L5, в 60° позади планеты. Астероид был открыт 24 марта 1971 года голландскими астрономами К. Й. ван Хаутеном, И. ван Хаутен-Груневельд и Томом Герельсом в Паломарской обсерватории и назван в честь Астианакта, одного из персонажей древнегреческой мифологии.

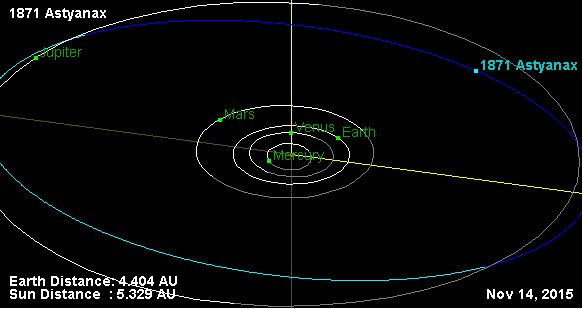
Орбита астероида Астианакт и его положение в Солнечной системе